# Далла Торре, Джакомо
Джакомо Далла Торре дель Темпио ди Сангуинетто (итал. Giacomo dalla Torre del Tempio di Sanguinetto; 9 декабря 1944, Рим, Королевство Италия — 29 апреля 2020, Рим) — 80-й князь и Великий Магистр Суверенного военного ордена Мальты. Он был избран 2 мая 2018 года и принял присягу на должность 3 мая 2018 года. Его полное звание — Его Наивысшее Высочество Фра’Джакомо Далла Торре дель Темпио ди Сангуинетто, Князь и Великий Магистр Суверенного военного Госпитальерского ордена Святого Иоанна Иерусалимского, Родосского и Мальты, Самый скромный хранитель бедных Иисуса Христа.

## Семья и карьера
Далла Торре, родившись в Риме, является членом знатной графской семьи выходцев из Тревизо.
Его отец Паоло Далла Торре, 3-й граф Сангуинетто (1910—1993) был искусствоведом и генеральным директором Музеев Ватикана с 1961 по 1975 год.
Его брат Джузеппе Далла Торре, адвокат, является председателем Трибунала государства Ватикан и ранее был генерал-лейтенантом Ордена Гроба Господня.
Его дед Джузеппе Далла Торре (1885—1967), журналист, был директором Ватиканской газеты L’Osservatore Romano с 1920 по 1960 год.
Джакомо Далла Торре изучал Христианскую археологию и историю искусств в Римском университете Сапиенца. Он занимал академические должности в Папском Урбанианском Университете, где преподавал классический греческий язык. Служил главным библиотекарем и архивистом этого университета.

## Мальтийский орден
Далла Торре стал рыцарем чести и преданности суверенного ордена в 1985 году и в 1993 году принял обеты в качестве рыцаря юстиции. В 1994 году он был избран Великим Приором Ломбардии и Венеции, и занимал эту должность до 1999 года. С 1999 по 2004 год он был членом Суверенного совета.
В 2004 году он был избран Великим Командиром Ордена. В 2008 году, будучи Великим Командиром, он автоматически стал лейтенантом ad interim (исполняющим обязанности главы ордена) после смерти 78-го Принца и Великого Магистра Эндрю Берти 7 февраля до выборов 79-го Князя и Великого Магистра, фра Мэтью Фестинга, 11 марта.
24 января 2009 года Джакомо Далла Торре был избран Великим Приором Рима. 12 февраля 2015 года он был переизбран и занимал эту должность до тех пор, пока не был избран лейтенантом Великого Магистра в 2017 году.
29 апреля 2017 года, спустя три месяца после отставки Мэтью Фестинга в качестве Князя и Великого Магистра, Далла Торре был избран исполняющим обязанности главы Мальтийского ордена в качестве лейтенанта Великого Магистра. Он занимал эту должность до 2 мая 2018 года, когда был избран Князем и Великим Магистром.

## Смерть
Скончался 29 апреля 2020 года после тяжёлой болезни.

## Публикации
- «La biblioteca e l’archivio di 'Propaganda fide': prospettive di ricerca». In Ordini religiosi, santita e culti: prospettive di ricerca tra Europa e America Latina : atti del Seminario di Roma, 21-22 giugno 2001 (Galatina: Congedo, 2009), p. 153—191.
- Frammenti di storia familiare, 2012 (with Giuseppe Dalla Torre). Roma: Aracne, 2013.
- «Una scena rara e controversa della scultura paleocristiana», Bollettino dei musei comunali di Roma 19 (1972): 22-26.

## Награды
- Рыцарь Большого креста Ордена pro Merito Melitensi (Мальтийский орден)
- Кавалер Большого креста ордена «За заслуги перед Итальянской Республикой» (3 апреля 2006 года, Италия)[4].
- Судья рыцарь Большого креста Юстиции Константиновского ордена Святого Георгия (1995, Неаполитанские и Сицилийские Бурбоны)
- Рыцарь большого креста с золотой звездой Орден Князя Даниила I (31 января 2006 года, Петровичи-Негош)
- Командор со звездой ордена Заслуг перед Республикой Польша (14 мая 2007 года, Польша)[5]
- Орден «Стара-планина» с лентой (10 декабря 2019 года, Болгария)[6]